# Marius Victorinus
 (février 2012).
Pour les articles homonymes, voir Victor.
Gaius Marius Victorinus, dit Afer, parfois aussi simplement désigné par Victorinus, est un grammairien berbère et citoyen romain, né en 290 à Thagaste, et décédé en 364 à Rome. C'est un professeur de rhétorique et philosophe néoplatonicien, africain de naissance (probablement à Thagaste puisque saint Augustin se vantait d’être son jeune compatriote, d’où son surnom Afer, l'africain), qui a vécu durant le règne de Constance II.

## Éléments biographiques
Il enseigna la rhétorique à Rome (un de ses élèves fut saint Jérôme), et dans sa vieillesse se convertit au christianisme. On pense que sa conversion eut une grande influence sur celle de son compatriote  saint Augustin. Lorsque l’empereur Julien publia vers 362 un édit interdisant aux Chrétiens de donner des cours, Victorinus ferma son école. Une statue fut érigée en l’honneur de ce maître sur le forum de Trajan.
Avant sa conversion, Marius Victorinus a traduit et commenté plusieurs œuvres de Platon et d'Aristote. Le traité De Definitionibus  est probablement de lui et non de Boèce, auquel il a été attribué dans le passé. Son manuel de prosodie, en quatre livres, est pris du travail d'Aelius Festus Aphthonius. L'attribution à Marius Victorinus d'autres traités concernant la métrique et la grammaire est sujette à caution. Il est également l'auteur d'un commentaire sur le De inventione de Cicéron, découvert au Vatican dans les années 1930 et d'autres sur les Épîtres de Paul de Tarse (Épître aux Galates, aux Éphésiens, aux Philippiens). Il a rédigé un De Trinitate contre Arius ; un Ad Justinum Manichaeum de Vera Carne Christi et un petit traité sur « Le soir et le matin sont un seul jour » (l'authenticité des deux derniers ouvrages est sujette à caution). Certains poèmes chrétiens qui portent son nom peuvent ne pas être de lui. Ses hymnes trinitaires sont en prose rythmée (vers libres).
Dans ses écrits, il combat l'arianisme et tente d'harmoniser la foi chrétienne et la métaphysique néo-platonicienne. 
On le range parmi les Pères latins de l'Église. Son intérêt provient de deux choses : d'une part saint Augustin dit que Victorinus lui avait fait lire des livres de "platoniciens" (on pense qu'il s'agit des Ennéades de Plotin); d'autre part, Victorinus qui connaissait assez bien ces doctrines platoniciennes les a utilisées pour construire sa doctrine de la Trinité de Dieu, qui est sans précédent dans la théologie paléochrétienne.
La philologue française Françoise Hudry lui attribue la rédaction du Livre des XXIV philosophes.
C'est le contemporain d'Aelius Donatus.

## Bibliographie

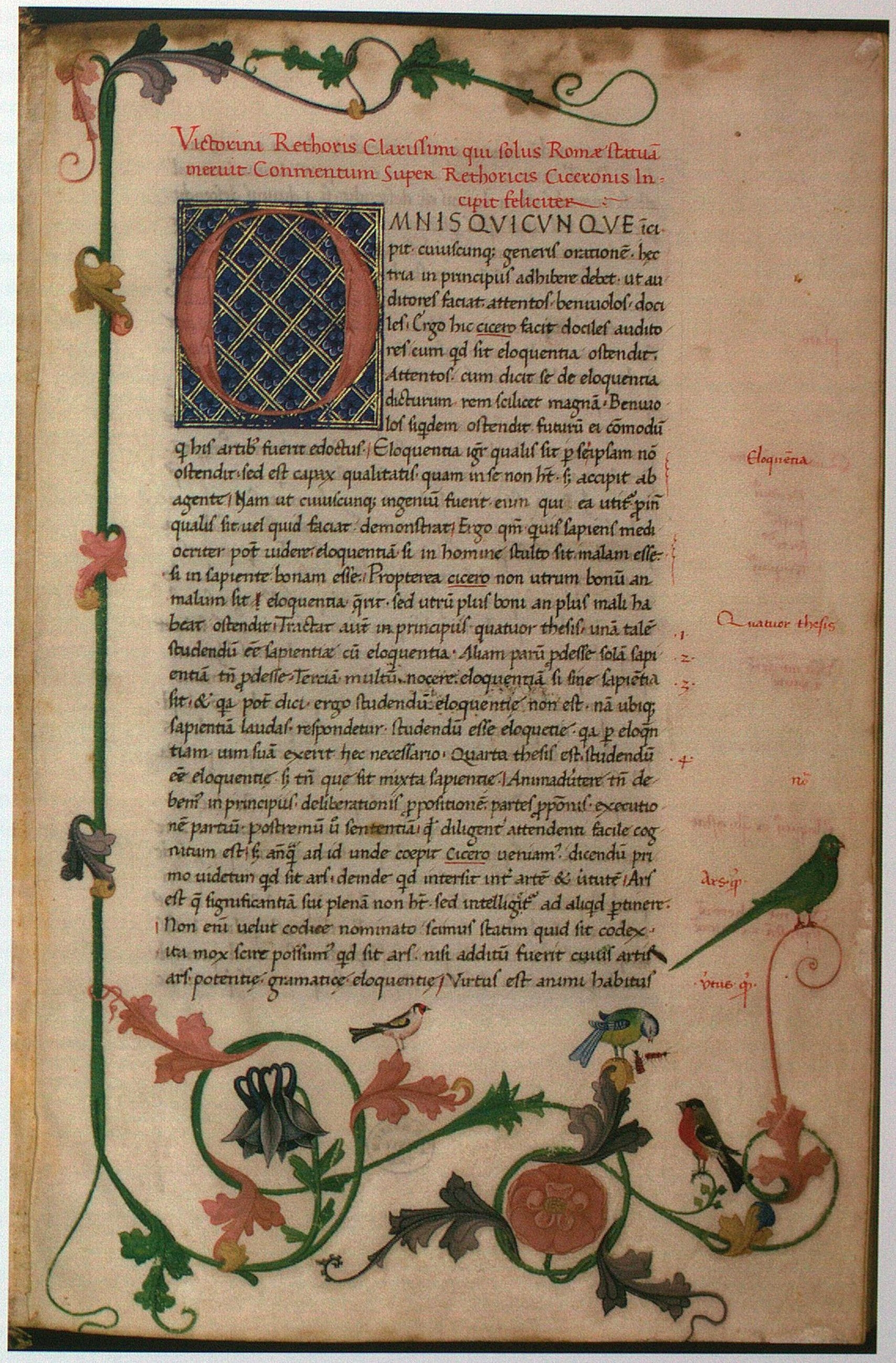
Marius Victorinus, Commentary on De Inventione.

## Postérité
Le botaniste québécois Conrad Kirouac dit frère Marie-Victorin a pris son nom comme nom en religion.[réf. souhaitée]

### Textes
- Traités théologiques sur la Trinité, P. Henry éd., P. Hadot trad. et com., Sources chrétiennes  n°68-69, Cerf, 1960.
- Marii Victorini Afri Opera, édi. par P. Henry, P. Hadot et F. Gori, Vienne, 2 t., 1971-1986. T. I : Opera theologica ; t. II : Opera exegetica (Commentaires sur les Épîtres).
- C. Marius Victorinus : Liber de definitionibus. Eine spätantike Theorie der Definition und des Definierens, mit Einleitung, Übersetzung und Kommentar, Andreas Pronay hrsg. (« Studien zur klassischen Philologie », 103), Frankfurt/M., Peter Lang, 1997, 290 p.  (ISBN 3-631-30757-8)

### Études
- (fr) Vincent Carraud, « L'invention de l'existence. Note sur la christologie de Marius Victorinus », Quaestio, 3 (2005), p. 3-25.
- (fr) Serge Cazelais, « La masculoféminité d'Adam : Quelques témoins textuels et exégèses chrétiennes anciennes de Gen 1, 27 », Revue Biblique, 114-2 (avril 2007), p. 174-188.
- (fr) Serge Cazelais, « Prière, élévation spirituelle et connaissance de Dieu chez Marius Victorinus », Dionysius, 29 (2011), p. 157-170.
- (en) Stephen-Andrew Cooper, Metaphysics and Morals in Marius Victorinus' Commentary on the Letter to the Ephesians, Peter Lang, 1995.
- (en) Stephen-Andrew Cooper, Marius Victorinus' Commentary on Galatians, Oxford, 2005.
- (de) Hellfried Dahlmann, Zur Ars Grammatica des Marius Victorinus (« Abhandlungen der Geistes- und Sozialwissenschaftlichen Klasse », Jahrgang 1970, Nr. 2), Mainz, Akademie der Wissenschaften und der Literatur, 1970.
- (de) Godhard Geiger, C. Marius Victorinus Afer, ein neuplatonischer Philosoph, Metten, 1888.
- (en) Albert Haig, « Neoplatonism as a Framework for Christian Theology: Reconsidering the Trinitarian Ontology of Marius Victorinus », Pacifica, 21 (June 28), p. 125-145.
- (fr) Pierre Hadot, Porphyre et Victorinus, Paris, Études augustiniennes, 1968, 2 vol. : vol. 1 : 503 p. ; vol. II (Textes porphyriens dans la théologie de Victorinus), 174 p.
- (fr) Pierre Hadot, Marius Victorinus : recherches sur sa vie et ses œuvres, Paris, Études augustiniennes, 1971.
- (fr) Michel Tardieu, Recherches sur la formation de l'Apocalypse de Zostrien et les sources de Marius Victorinus (coll. « Res Orientales », IX), Louvain, Peeters et Paris, Vrin, 1996, 157 p.